# Municipio de Southwest Marion
El municipio de Southwest Marion (en inglés: Southwest Marion Township) es un municipio ubicado en el condado de Polk en el estado estadounidense de Misuri. En el año 2010 tenía una población de 3734 habitantes y una densidad poblacional de 58,14 personas por km².

## Geografía
El municipio de Southwest Marion se encuentra ubicado en las coordenadas 37°34′14″N 93°26′41″O / 37.57056, -93.44472. Según la Oficina del Censo de los Estados Unidos, el municipio tiene una superficie total de 64.23 km², de la cual 63.95 km² corresponden a tierra firme y (0.43%) 0.27 km² es agua.

## Demografía
Según el censo de 2010, había 3734 personas residiendo en el municipio de Southwest Marion. La densidad de población era de 58,14 hab./km². De los 3734 habitantes, el municipio de Southwest Marion estaba compuesto por el 93.6% blancos, el 2.62% eran afroamericanos, el 0.64% eran amerindios, el 0.46% eran asiáticos, el 0.08% eran isleños del Pacífico, el 0.78% eran de otras razas y el 1.82% pertenecían a dos o más razas. Del total de la población el 3.21% eran hispanos o latinos de cualquier raza.